# Boswell (Indiana)
Boswell é uma cidade  localizada no estado americano de Indiana, no Condado de Benton.

## Demografia
Segundo o censo americano de 2000, a sua população era de 827 habitantes. 
Em 2006, foi estimada uma população de 782, um decréscimo de 45 (-5.4%).

## Geografia
De acordo com o United States Census Bureau tem uma área de 
1,2 km², dos quais 1,2 km² cobertos por terra e 0,0 km² cobertos por água. Boswell localiza-se a aproximadamente 243 m acima do nível do mar.

## Localidades na vizinhança
O diagrama seguinte representa as localidades num raio de 20 km ao redor de Boswell. 